# Nesotrochis
A Nesotrochis a madarak osztályának a darualakúak rendjébe, és a guvatfélék családjába tartozó, kihalt nem.

## Tudnivalók
A nembe tartozó fajok a karib-térségben éltek. Csak csontjaik ismeretesek. Feltehetően az 1300-as években haltak ki, amikor az emberek először felfedezték a szigeteket.

## Rendszerezés
- Antillai barlangi guvat (Nesotrochis debooyi) - Puerto Rico
- Kubai barlangi guvat (Nesotrochis picapicensis)  - Kuba
- Hispaniolai barlangi guvat (Nesotrochis steganinos) - Haiti, Dominikai Köztársaság